# Xúp và bánh mì kẹp

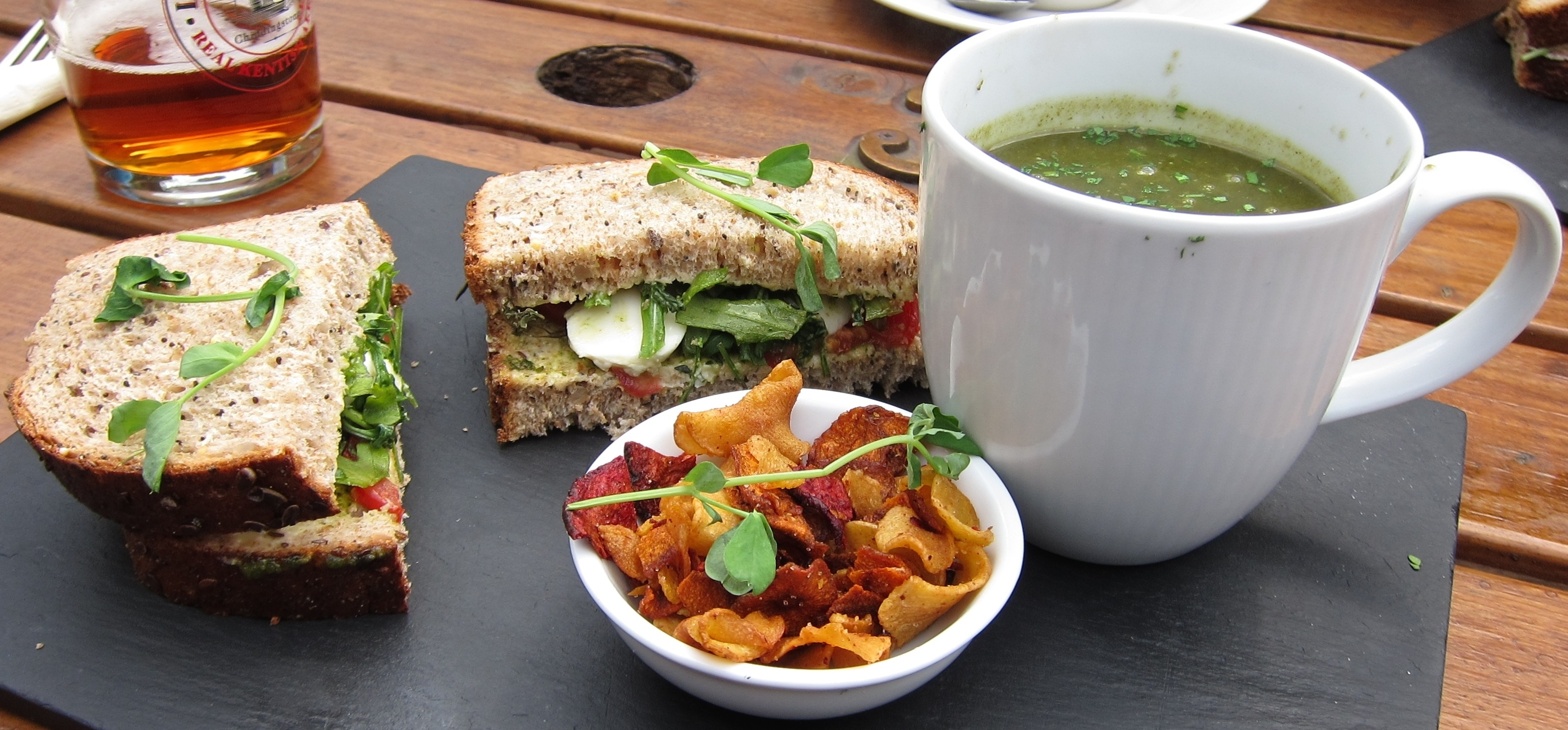
Một bữa ăn bao gồm xúp và bánh mì sandwich, ăn kèm với khoai tây chiên

Bữa ăn kết hợp xúp và bánh mì là một bữa ăn bao gồm xúp kèm theo bánh mì sandwich (bánh mì kẹp). Bữa ăn đã trở nên phổ biến ở Hoa Kỳ từ những năm 1920. Một số chuỗi nhà hàng ở Mỹ cũng chuyên kinh doanh bữa ăn này, đồng thời những thức ăn trong bữa cũng đã được sản xuất hàng loạt như đồ ăn đông lạnh chế biến sẵn.

## Tổng quan

Sandwich phô mai nướng với xúp cà chua

Bữa ăn kết hợp xúp và bánh mì kẹp đã trở nên phổ biến tại Hoa Kỳ. Tùy thuộc vào khẩu phần dự định của bữa ăn, bánh mì có thể là nửa cái hoặc cả ổ, và xúp có thể được đựng trong chén hoặc bát. Sự kết hợp giữa bánh mì sandwich phô mai nướng với xúp cà chua là một ví dụ phổ biến trong ẩm thực Mỹ và đã được mô tả như một comfort food.

## Lịch sử
Sự kết hợp giữa xúp và bánh mì sandwich đã trở thành món ăn trưa phổ biến ở Hoa Kỳ vào những năm 1920, và vẫn là một món ăn phổ biến trong các quầy ăn và quán ăn của người Mỹ. Đây cũng là một món ăn trưa phổ biến ở một số cửa hàng bách hóa thuở sơ khai của Hoa Kỳ có tích hợp quầy ăn. Thời nay, kiểu bữa ăn này đôi khi được dùng như một bữa tối nhẹ. Một số nhà hàng xúp, các tổ chức tiếp cận cộng đồng và nhà thờ thường xuyên cung cấp món ăn này cho người nghèo.

## Trong nhà hàng
Một số nhà hàng Mỹ chuyên phục vụ các bữa ăn có xúp và sandwich, chẳng hạn như Panera Bread Company, Hale and Hearty hay chuỗi nhà hàng Zoup!. Tính đến tháng 9 năm 2016, nhà hàng đồ ăn nhanh bình dân Panera Bread đã có tổng cộng 2.024 cửa hàng tại các địa điểm ở Bắc Mỹ, với một số cửa hàng mang tên công ty khác nhau. Panera bắt đầu có kế hoạch mở rộng khả năng cung ứng sản phẩm vào đầu năm 2016, bao gồm 35% đến 40% vị trí cửa hàng vào cuối năm 2017. Vào tháng 10 năm 2016, Zoup! có tổng cộng 96 cửa hàng tại Hoa Kỳ, với 93 cửa hàng nhượng quyền và ba cửa hàng thuộc sở hữu của công ty.

## Đồ ăn chế biến sẵn

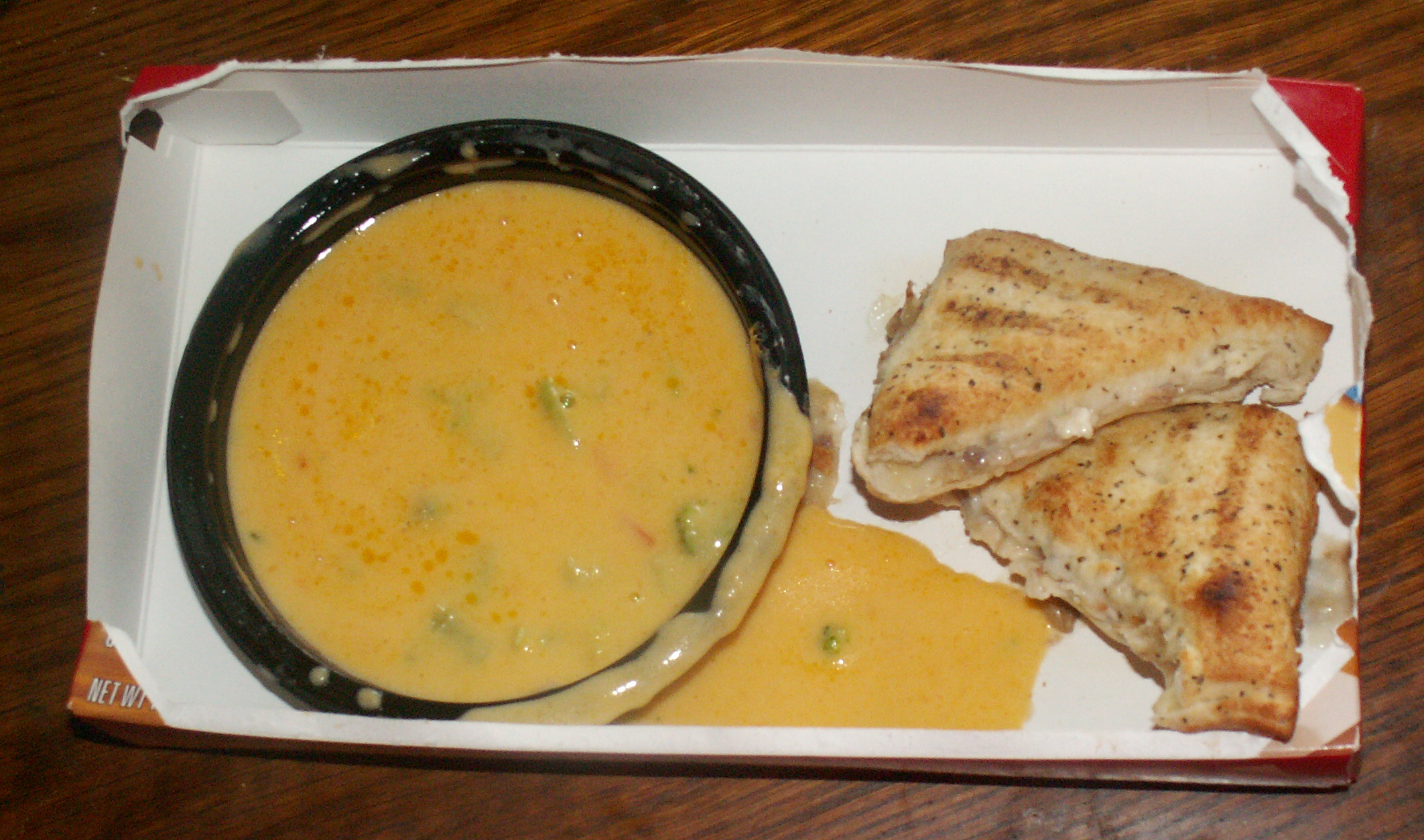
Món xúp đông lạnh được chế biến sẵn và bánh mì sandwich của Stouffer sau khi được hâm nóng

Sự kết hợp giữa xúp và bánh sandwich đã được đưa vào sản xuất hàng loạt ở Hoa Kỳ và cung cấp cho người tiêu dùng ở cấp quốc gia, một ví dụ điển hình là món xúp đông lạnh Campbell's Souper Combo và bánh mì sandwich. Ban đầu, sản phẩm tiếp nhận một doanh thu bán hàng "đầy hứa hẹn", nhưng sự quan tâm của người tiêu dùng sau đó giảm dần, và lý do doanh thu cao và số tiền lãi ban đầu này được cho là do sự tò mò của người tiêu dùng về sản phẩm mới và cảm giác muốn thử "một lần". Souper Combo chỉ tồn tại trong một thời gian ngắn sau đó và cuối cùng đã bị ngừng sản xuất.
The Corner Bistro là một dòng sản phẩm xúp và bánh mì sandwich được sản xuất hàng loạt và bán trên thị trường dưới thương hiệu Stouffer. Bánh mì được sản xuất dưới dạng bánh mì nhồi nhân phô mai tan chảy.